# Сельское поселение Светлый
Сельское поселе́ние Светлый — муниципальное образование в Берёзовском районе Ханты-Мансийского автономного округа — Югры Российской Федерации.
Административный центр — посёлок Светлый.

## История
Статус и границы сельского поселения установлены Законом Ханты-Мансийского автономного округа — Югры от 25 ноября 2004 года № 63-ОЗ «О статусе и границах муниципальных образований Ханты-Мансийского автономного округа - Югры»

## Население
| 2010  | 2012  | 2013  | 2014  | 2015  | 2016  | 2017  |
| ----- | ----- | ----- | ----- | ----- | ----- | ----- |
| 1453  | ↘1397 | ↗1413 | ↘1401 | ↘1347 | ↘1283 | ↘1267 |
| 2018  | 2019  | 2020  | 2021  |       |       |       |
| ↘1231 | ↘1207 | ↗1213 | ↗1451 |       |       |       |

## Состав сельского поселения
| № | Населённый пункт | Тип населённого пункта          | Население |
| - | ---------------- | ------------------------------- | --------- |
| 1 | Светлый          | посёлок, административный центр | ↗1451     |